# 유혹 (2004년 드라마)
《유혹》은 2004년 3월 26일에 MBC에서 방영한 베스트극장이다.

## 등장 인물

### 주요 인물
- 남궁민 : 석준 역
- 이수아 : 소연 역 - 화랑 큐레이터

### 그 외 인물
- 백종학 : 태호 역 - 건축기사, 소연의 남편
- 신태은 : 유란 역 - 석준의 고등학교 동창
- 백현미
- 염재욱 : 호영 역 - 스포츠 센터 강사, 석준의 친구
- 이옥정
- 장남경
- 변주연 : 태호와 소연의 딸 역